# Trun (Grisones)
Trun (hasta 1943 oficialmente en alemán Truns) es una comuna suiza del cantón de los Grisones, situada en la región de Surselva. Limita al norte con la comuna de Glaris Sur (GL), al este con Breil/Brigels y Obersaxen, y al sur oeste con Sumvitg.
Forman parte del territorio comunal las localidades de Zignau, Campliun, Darvella, Gravas, Pustget, Lumneins, Caltgadira, Tiraun, Flutginas, Cumadé, Bardigliun y Cartatscha. Desde el 1 de enero de 2012 incluye también el territorio de la antigua comuna de Schlans.

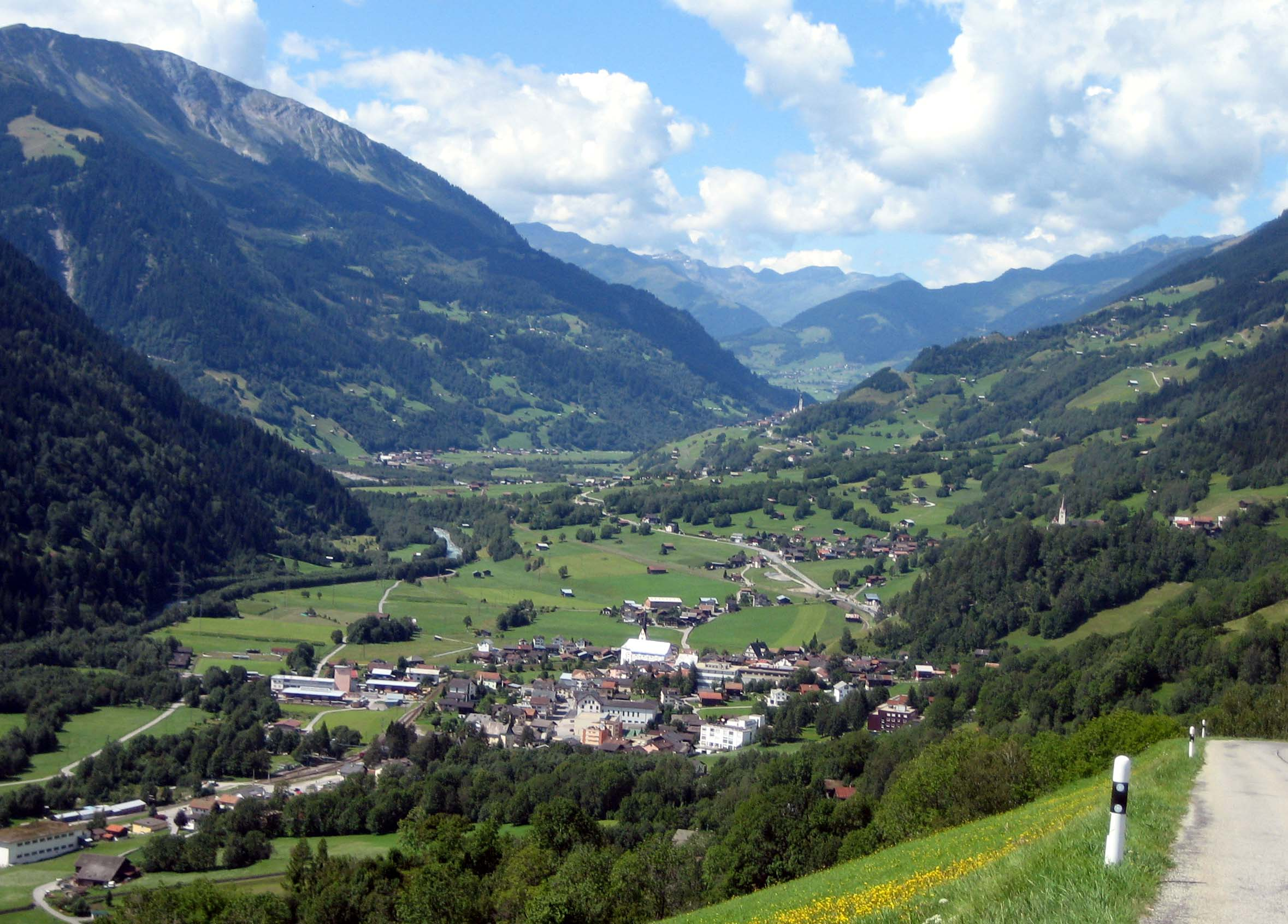
Vista del valle de Trun.